# 村井宗明
村井 宗明（むらい むねあき、1973年（昭和48年）5月30日 - ）は、日本の実業家、政治家、ITエンジニア。民主党所属の元衆議院議員（3期）。文部科学大臣政務官、衆議院災害対策特別委員長、民主党富山県連代表などを歴任。現在は、東武トップツアーズ CDO。政界引退後は、Yahoo、gumi、日本政策学校、LINE株式会社、全国心理業連合会等の顧問・役員等を務める。富山県上新川郡大山町（現・富山市）出身。

## 来歴
- 富山県の大山町立上滝小学校・上滝中学校 卒業[6]
- 1989年（平成元年） 富山県立富山高校入学し、1992年（平成4年）に卒業
- 1993年 同志社大学法学部入学し、1997年（平成9年）に卒業。大学時代には泉健太衆議院議員と同居していた[7]。阪神・淡路大震災の時に、同志社大学震災ボランティアチームのリーダーとして活動。ナホトカ号重油流出事故の時にはボランティアの統括[6]。
- 1997年（平成9年） 民主党大阪職員として就職。主に大阪府政や選挙事務届出を担当。
- 1999年（平成11年） NPO法人シックハウスを考える会事務局長
- 2000年（平成12年）
  - 関西環境情報ステーションPico代表 「関西環境ボランティアガイド」「エコビジョン 21世紀への提言」の2冊等を編集・出版。
- 2001年（平成13年） 民主党本部職員に就職。主に民主党青年局と選挙での青年対策および環境政策等を担当。後に全国の民主党に波及した政治スクールの第1号である「リーダーズスクール」の担当職員だった。
- 2003年（平成15年）11月9日の第43回衆議院議員総選挙に富山1区から民主党公認で出馬し自由民主党の長勢甚遠に敗れ、比例北陸信越ブロックで復活当選した。
- 2004年（平成16年） 民主党富山県総支部連合会代表
- 2005年（平成17年）7月28日に「格闘技振興議員連盟」の副会長に就任
- 2005年（平成17年）9月11日の第44回衆議院議員総選挙では、小選挙区では再び長勢に敗れ、比例区で再び復活当選した。郵政選挙の逆風下で惜敗率は80%台に伸ばした。
- 2006年（平成18年）7月1日にコーセル株式会社の重役の令嬢と結婚し、ボルファートとやまで結婚披露宴を挙式。
- 2009年（平成21年）8月30日の第45回衆議院議員総選挙では富山1区で初めて長勢甚遠を破り、小選挙区で当選した。
- 2009年（平成21年）10月17日に全国災害ボランティア議員連盟の副会長に就任
- 2010年（平成22年）1月19日のAPPF（アジア太平洋議員フォーラム）の日本国の議員団長。世界の28カ国から国会議員がシンガポールに集まったAPPF（アジア太平洋議員フォーラム）で、経済・安全保障・環境などについての5日間の討論会で日本のおかれた経済・貿易に対する認識などを日本議員団団長として表明した。
- 2011年（平成23年）9月13日、衆議院災害対策特別委員会委員長に就任。
- 2011年（平成23年）9月21日、民主党北信越ブロック代表、民主党常任幹事に就任。
- 2012年（平成24年）10月2日、野田第3次改造内閣で文部科学大臣政務官に就任。
- 2012年（平成24年）12月16日の第46回衆議院議員総選挙では得票数43,072票、得票率29.76%、惜敗率61.30%で落選。
- 2013年（平成25年）4月1日、Yahoo!JAPANフェロー[8]
- 2014年（平成26年）11月、政界引退を表明。
- 2015年（平成28年）ゲームコンテンツ制作会社gumiの顧問を経て[8]、LINE株式会社主席政策担当となった [7]。
- 2020年（令和2年）4月、文部科学省、学研などのLINE Studyシリーズを開発[9]。
- 2021年（令和3年）1月、ワクチンLINE予約システムを開発[9]。

## 主な政策・主張

### 競り下げ方式
著書である「総理、増税よりも競り下げ方式を！ 脱・お役所価格で 財政再建」で主張した歳出削減策。2010年（平成22年）4月12日に競り下げのマニフェスト修正案を民主党に提出し、7月4日に菅直人内閣はその試行を閣議決定した。

### 地球温暖化対策推進法修正案
2008年（平成20年）4月25日、「カーボンディスクロージャー制度」を柱とした地球温暖化対策推進法修正案の条文を提出した1人。同法案の「カーボンディスクロージャー制度」はCO2の見える化などを中心とした部分が企業の負担になる事を理由に実現が困難とされてきたが、7月に洞爺湖で開催される環境サミットを前にして環境政策での成果を求めていた与野党の思惑が一致して自由民主党・民主党・公明党の協議がまとまり、条文の一部修正を経た後に三党共同で提出し、賛成多数で可決した。村井はその趣旨説明を行った。この「カーボンディスクロージャー制度」は2003年（平成15年）9月に、政府系の日本政策投資銀行・株式会社日本総合研究所が共同で発表した「カーボン・ディスクロージャー・プロジェクト」で提案されてきた。

### 生物多様性基本法案
民主党生物多様性対策小委員会の事務局長として同党の岡崎トミ子、田島一成らとともに生物多様性基本法案を提出した。同法案は2008年（平成20年）4月10日に衆議院に国会提出され、その後、自民党・公明党との協議によって法案は大幅に修正、環境委員長だった自民党の小島敏男名による再提出により2008年（平成20年）5月20日に環境委員会で全会一致で可決した。

### その他
- 選択的夫婦別姓制度に賛成[15][16]。
- 永住外国人の地方参政権：どちらかと言えば賛成[17]。
- 日米同盟/国連中心主義：どちらかと言えば国連中心主義[17]。

## 国会での発言などの記録
2004年（平成16年）
- 3月1日 - 衆議院予算委員会分科会で高齢者用の介護施設に障害者や障害児を一緒にデイサービスに受け入れる富山県の構造改革特区の試みを紹介し、特区ではなく全国でも認めるように規制緩和を提言した[18]。約2年後にこの規制は緩和され、「富山型デイサービス」と呼ばれる制度となった。

2005年（平成17年）
- 2月28日 - 衆議院予算委員会分科会で社会福祉法人とNPO法人の間で介護施設整備費に差があるということを指摘し、「同じサービスであれば同じ補助金でなければおかしい」と述べた[19]。
- 7月15日 - 衆議院経済産業委員会で与野党すべての政党を代表し、エネルギーの使用の合理化に関する附帯決議案を提出した[20]。地球温暖化を防止するためにエネルギー起源の二酸化炭素の排出をより一層抑制する与野党の合意を得た。
- 10月18日 - 衆議院本会議で「障害者自立支援・社会参加促進法案」を提出し、民主党を代表して趣旨説明を行った[21]。利用者に原則1割負担を求める自民党案について反対し、それに対して自らが提出した案は「自己負担がなく障害者の自立生活や社会参加はこれまで以上に進む」と強調した。この時の国会では、「障害者へのバラまき」という自民党の反対で否決された。

2006年（平成18年）
- 11月28日 - 「クマとヒトとの共生プラン」を取りまとめ、環境省にて記者会見を行った。3日後、衆議院環境委員会で発表し提言した[22]。人身被害と森林保全の両立を盛り込んだ内容。

2007年（平成19年）
- 5月15日 - 衆議院環境委員会で、地球温暖化を防ぐためには環境配慮企業に金融資金が回るべきである、と述べた[23]。投資家ニーズに沿う情報を提供するためにも、法定開示書類である有価証券報告書に二酸化炭素排出量の情報を記載するべき、と述べた。

2008年（平成20年）
- 3月25日 - 衆議院環境委員会で「イタイイタイ病の未解決論点」を発表し、いまだに行政の救済を受けられずに苦しんでいる人たちを救うための政治的解決を提言した[24]。
- 4月10日 - 衆議院に「生物多様性基本法案」を提出し、記者会見を行った。
- 4月25日
  - ガソリン税など道路特定財源の一部が国土交通省職員の民間からの借り上げ宿舎の家賃に充てられていた事を記者会見で明らかにした。村井の照会に対し国交省が提出した資料で明らかになったもので、2007年度だけで1億3,143万円が支出されていた。資料によると2007年度の民間からの借り上げ宿舎は145戸（実績見込み）で、1戸当たり平均月額約7万5,500円の家賃が補助された計算になる。
  - 衆議院環境委員会に地球温暖化対策推進法修正案が提出され、同日賛成多数で可決された。
- 5月20日 - 衆議院環境委員会で同議員が作成した生物多様性基本法が与野党協議による法案の大幅修正、与党側からの再提出を経て成立し、記者会見を行った。

2009年（平成21年）
- 4月1日 - 災害対策特別委員会で新型インフルエンザ対策を提言 「備蓄しているプレパンデミックワクチンの原液を製剤化するのに二ヶ月かかるという点を問題視して、消費期限の問題はあるにしても、緊急の場合も想定して一定の原液を事前に製剤化しておくべきではないか?」[25]。

2010年（平成22年）
- 1月19日 - シンガポールで開催されたアジア太平洋議員フォーラム（APPF）にて日本議員団代表として演説。Explanation on the Purposes of "Draft Resolution on Economy and Trade"[26] 。
- 2月24日 - 八ッ場ダムのヒ素問題を国土交通委員会で追及し、「八ッ場ダムのヒ素濃度が基準値の12倍もあって、飲用不能であるにもかかわらず、数値を非公表していたのはおかしい。公表すれば、八ッ場ダムの建設に支障が出るため意図的に隠したのではないか?」と述べた[27]。
- 4月12日 - 事務局長を務める脳脊髄液減少症議員連盟で長妻昭厚生労働相に「検査と治療の保険適用」を申し入れた。その場で、長妻昭厚生労働相が「治療は効果を研究するが、検査は早急に保険適用する」と記者会見をした。
- 11月26日 - 北朝鮮非難決議案を提出した14名のうちの1人。「今般の北朝鮮の軍事的暴挙に対し断固として非難を行い、韓国政府の立場を支持し、国際社会と緊密に協調しつつ、北朝鮮に対する新たな制裁措置等を検討するとともに、北朝鮮に対する国際的な圧力を高めるため、韓国及び米国を始めとする関係各国との連携強化に一層の努力を尽くすべきである。」

2011年（平成23年）
- 1月27日 - 議院運営委員会で会計検査院検査官の同意人事に関して質問[28]。
- 7月6日 - 日中議会交流委員会でスピーチし、中国側に「ガス油田に伴う排他的経済水域に関わる問題は、日本に権利がある」とし、国際司法裁判所に持ち込むことを提案[29]。
- 8月3日 - 内閣委員会で質問し、官庁会計システムの情報公開を要求した。ADAMSⅡによる小額髄契の1円単位での公表を主張[30]。
- 9月26日 - テレビ朝日「サンデーフロントライン」に出演して、諸外国の歳出削減の切り札「競り下げ方式」の導入を主張した。

## 著書

### 単著
- 「総理、増税よりも競り下げを! 脱・お役所価格で財政再建」（ダイヤモンド社、2011年 ISBN 9784478016664）。

### 共著
- 「関西環境ボランティアガイド」（株式会社ビレッジプレス、2000年 ISBN 4907825013）
- 「エコビジョン 21世紀への提言」（株式会社ビレッジプレス、2001年 ISBN 4907825021）
- 「生物多様性基本法」（ぎょうせい、2008年 ISBN 9784324085851）

## 人物
- 衆議院災害対策特別委員会委員長に史上最年少の38歳で就任した（それ以前の記録は佐藤観樹の43歳）。
- 前民主党行政刷新プロジェクトチーム事務局次長。2010年（平成22年）4月12日に競り下げ方式のマニフェスト修正案を民主党に提出[31]した。同年7月4日に菅直人内閣は閣議決定[12]した。
- 環境派議員。2008年（平成20年）の通常国会で地球温暖化対策推進法修正案、生物多様性基本法案などの提出に加わった。
- 所属派閥は、複数の説がある。地元である富山県の北日本新聞は「毎回の代表選の投票行動からして、村井氏は無派閥」としている[32]が、テレビ、新聞、週刊誌などの報道機関によっては、平野グループ、鳩山グループ、前原グループ、小沢グループ[33]と、報道媒体によって分類が分かれている。
- 泉健太は、大学時代から同居してきて政治家になることを誓い合った長年の親友であり、 日本経済新聞の交遊妙で泉健太が「異体同心」の親友として紹介した[7]。
- 民主党格闘技議員連盟副会長。空手では高校時代に富山県ベスト4に入り全国大会に出場。少林寺拳法でも大学時代に関西大会ベスト4に入り全国大会に出場した[34]。
- 光文社発行の雑誌「FLASH」2008年5月6日号の特集記事「永田町『フェロモン代議士』格付けBEST30」（男性議員だけでの国会議員ランキング）の中で「人気NO.1のイケメン」として掲載された。
- 情報処理技術者、AI（G検定）、ITパスポート930点、マイナンバー1級、TOEIC835点、ホームヘルパー2級、ケアクラーク（介護事務）などの資格を持つ[35]。